# Phyllocnemida
Phyllocnemida is een kevergeslacht uit de familie van de boktorren (Cerambycidae). De wetenschappelijke naam van het geslacht werd voor het eerst geldig gepubliceerd in 1899 door Péringuey.

## Soorten
Phyllocnemida is monotypisch en omvat slechts de volgende soort:
- Phyllocnemida manicana Péringuey, 1899